# Парамошкин, Павел Иванович
Павел Иванович Парамошкин (27 июня [10 июля] 1914, Брянск — 11 января 1988) — деятель ВМФ СССР, подводник, вице-адмирал; начальник Высшего военно-морского училища подводного плавания имени Ленинского комсомола (1966—1973); кандидат военно-морских наук (1966), доцент.

## Биография
После окончания в 1930 году 8 классов средней школы работал токарем и учился в школе ФЗУ завода № 13 (1930—1932), затем работал в комитете комсомола завода (1932—1933), заведующим клубом завода (1933—1934).
Окончил Военно-морское училище имени М. В. Фрунзе (1934—1938) по специальности «штурман», после чего в звании лейтенанта (17.6.1938) служил штурманом (командиром рулевой группы БЧ-1) подводной лодки «Л-4» (1938 — декабрь 1939; Черноморский флот). В 1939 году вступил в ВКП(б).
Окончив Высшие специальные классы командного состава подводного плавания при Учебном отряде подводного плавания имени С. М. Кирова (1939—1940), служил помощником командира подводной лодки «Д-6» (1940—1941; с 31.10.1940 — старший лейтенант), «Д-4» (1941—1942; с 27.4.1942 — капитан-лейтенант). Командир подводных лодок «Щ-201» (29.12.1942 — 10.6.1944; с 9.6.1944 — капитан 3 ранга), «С-33» (1944), «Щ-201» (сентябрь 1944 — май 1945). В составе экипажей подлодок «Д-4» и «Щ-201» участвовал в 17 боевых походах. Подводная лодка «Щ-201» под его командованием была награждена орденом Красного Знамени (5 ноября 1944). Представление П. И. Парамонова к званию Героя Советского Союза реализовано не было.
В послевоенное время — командир 2-го дивизиона подводных лодок (1945 — август 1947), 4-го дивизиона подводных лодок (1947 — ноябрь 1949; с 18.2.1948 — капитан 2 ранга) Черноморского флота. В 1946 году участвовал в 22-й экспедиции особого назначения по переводу трофейных кораблей из Ростока и Фальмута на Чёрное море.
С ноября 1949 года — в управлении 154-й отдельной бригады подводных лодок Черноморского флота: начальник штаба (с 23.7.1951 — капитан 1 ранга), командир бригады (май 1951—1953; с 3.8.1953 — контр-адмирал). Окончив военно-морской факультет Высшей военной академии имени К. Е. Ворошилова (1953—1955), служил командиром 10-й дивизии подводных лодок Камчатской военной флотилии Тихоокеанского флота (1955—1959).
С 1959 года преподавал Военно-морской академии, заместитель начальника кафедры тактики подводных лодок. В 1966 году защитил кандидатскую диссертацию, доцент.
В 1966—1973 годы — начальник Высшего военно-морского училища подводного плавания имени Ленинского комсомола (с 19.2.1968 — вице-адмирал), после чего вышел в отставку.
Умер 11 января 1988 г., похоронен на Серафимовском кладбище (Ленинград).

## Награды
- 3 ордена Красного Знамени (1943, 1945, 1953)
- Орден Ушакова 2 степени (1944)
- Орден Отечественной войны 1 степени (1944)
- 2 ордена Красной Звезды (1942, 1949)
- Медали
- Именное оружие